# Ludvig Hallbäck
Allan Ludvig Hallbäck, född 27 oktober 2000 i Onsala församling i Hallands län, är en svensk handbollsspelare (mittnia). Han är son till handbollsspelaren/tränaren Jerry Hallbäck och yngre bror till handbollsspelaren Anton Hallbäck.
Vid U18-EM 2018, då Sveriges U19-landslag vann guld, blev Ludvig Hallbäck turneringens bäste målgörare.
Han tog brons i danska ligan med Bjerringbro-Silkeborg 2022.

## Klubbar
- HK Aranäs (–2017)
- Ystads IF (2017–2021)
- Bjerringbro-Silkeborg (2021–2024)
- Frisch Auf Göppingen (2024–)